# Daniel Murgue
Daniel Murgue, né le 7 août 1840 à Saint-Étienne et mort le 9 octobre 1918 à Lyon, est un ingénieur français spécialisé dans la ventilation des mines et la mécanique des fluides. Il est reconnu pour ses travaux scientifiques sur l'aérage minier et son rôle dans l'exploitation minière au sein de la  Société des houillères de Montrambert et de la Béraudière.

## Biographie

### Formation et début de carrière
Daniel Murgue naît le 7 août 1840 au 14 Rue des Jardins, à Saint-Étienne. Il est issu d'une famille de dix enfants. Son père, Jean-Pierre Murgue, est rubanier à Saint-Étienne. Il perd sa mère à l'âge de seize ans et grandit sous la tutelle de sa sœur aînée.
En 1852, il entre au Lycée impérial de Saint-Étienne. Le 2 avril 1858, il reçoit la médaille du baptême du Prince impérial. Le 19 novembre 1858, il est admis à l'École nationale supérieure des mines de Saint-Étienne. Condisciple de Henri Fayol, il réussit ses examens généraux en 1859 et 1860 et sort diplômé en tant que major de promotion.
Entre 1860 et 1863, il est ingénieur des Mines à la Mine de Longpendu en Saône-et-Loire. Il rejoint ensuite la Compagnie de Bessèges en 1863 et dirige l'exploitation de Rochessadoule jusqu'en 1876.

### Contributions scientifiques et techniques
En 1873, il publie la première partie de son "Essai sur les machines d'aérage". Il y introduit le concept d'"orifice équivalent", permettant de quantifier la résistance d'une mine à la circulation de l'air. Ce travail est complété en 1875 et 1880. Ses recherches influencent les travaux de la commission anglaise des ventilateurs mécaniques en 1884 et ceux de la sous-commission prussienne du grisou en 1889.
Son travail est intégré aux traités d'exploitation minière et enseigné dans les Écoles des mines de France. Il est également traduit et publié en Angleterre et en Allemagne, contribuant à la modernisation des pratiques minières.

### Carrière dans l'industrie minière

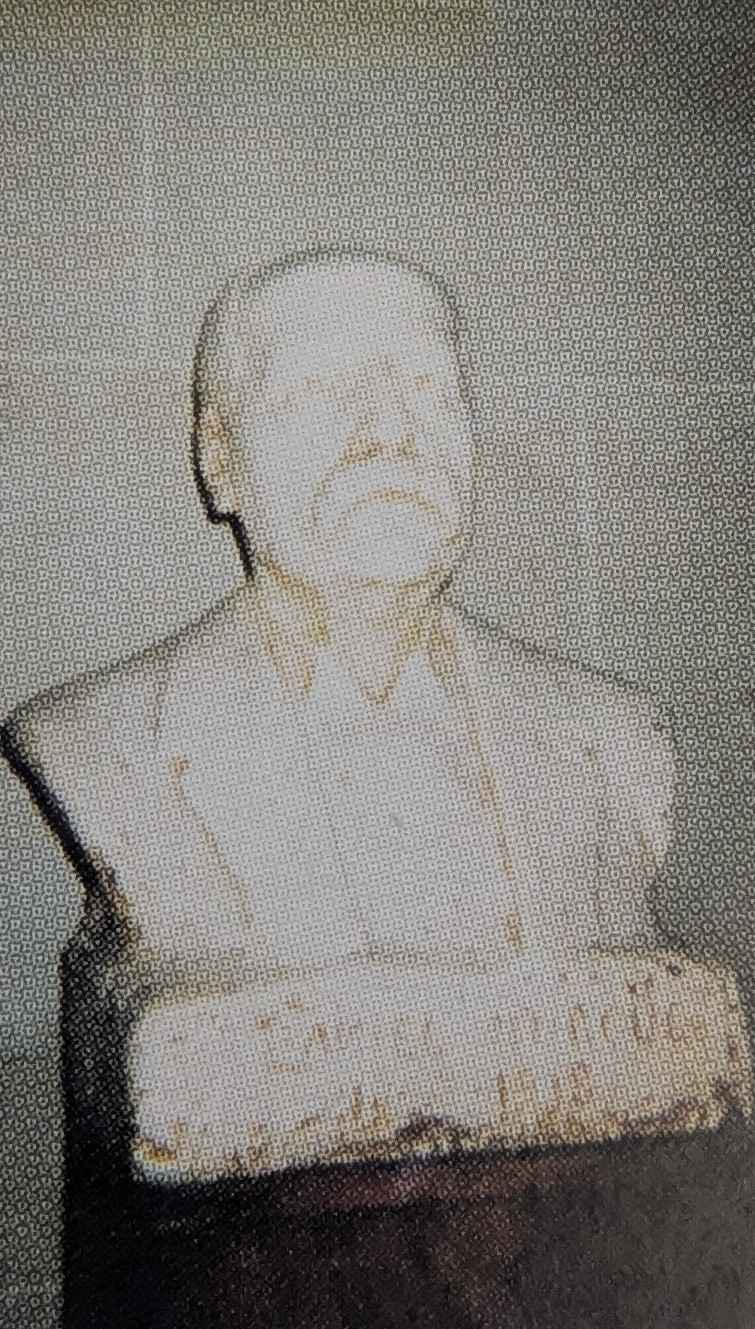
Buste de Daniel Murgue (1840-1918)

Entre 1876 et 1893, il est ingénieur des Mines à Bessèges, où il poursuit ses travaux sur la ventilation. En 1893, il reçoit un prix de 3 000 francs de la Société d'encouragement pour l'industrie nationale pour ses recherches sur la perte de charge dans les mines.
Le 1er juillet 1895, il devient directeur de la Société des houillères de Montrambert et de la Béraudière et modernise les infrastructures minières jusqu'à sa retraite le 31 décembre 1914. Durant cette période, il est également président du Comité des houillères de la Loire (1906-1910) et de l'Amicale des anciens élèves de l'École des Mines (1901-1917),.

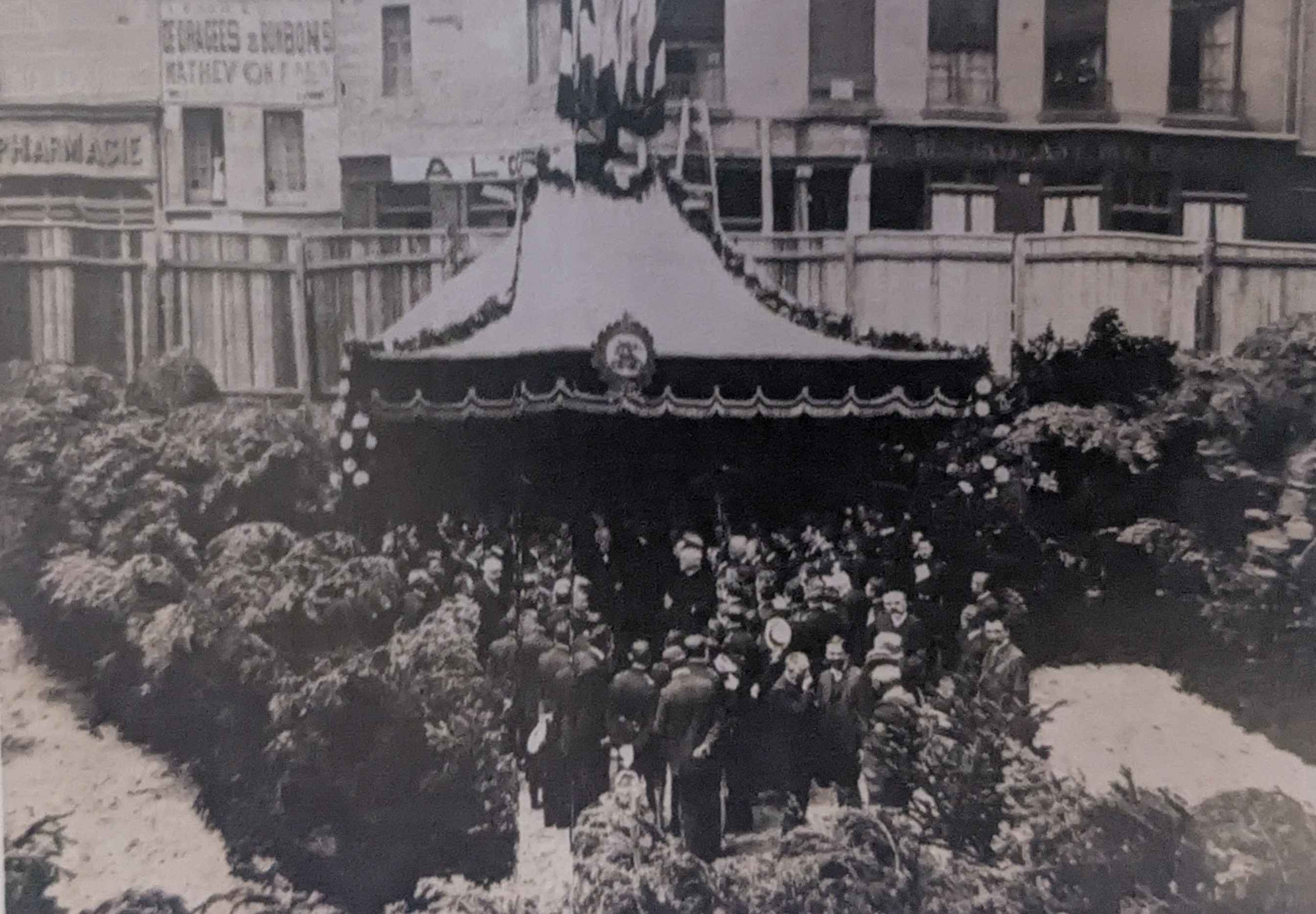
Pose de la première pierre de l'Hôtel des Ingénieurs, projet porté par Daniel Murgue, le 27 mai 1906

### Distinctions et reconnaissance
Il reçoit la médaille d'or de la Société de l'industrie minérale en 1886 et devient officier d'Académie la même année. En 1894, il est fait chevalier de la Légion d'honneur. En 1903, il est co-lauréat du Prix Henri Schneider, et en 1908, il reçoit la grande médaille d'or de la Société de l'industrie minérale.

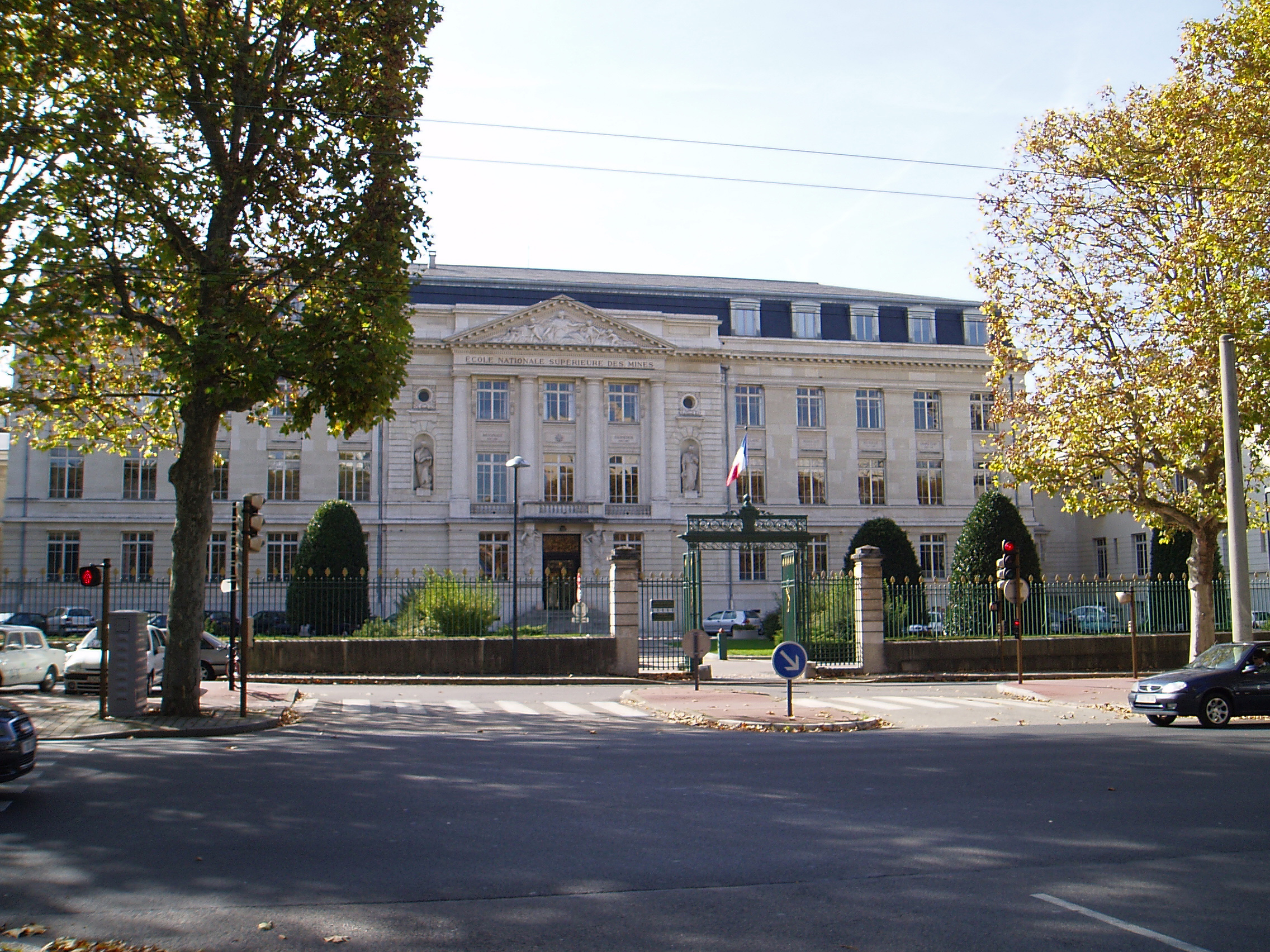
Façade de l'école des Mines

### Hommages
Le nom de Daniel Murgue est gravé sur la façade de l'École nationale supérieure des mines de Saint-Étienne en reconnaissance de son apport scientifique et technique. Il meurt le 9 octobre 1918 à Lyon et est inhumé au cimetière du Crêt de Roc à Saint-Étienne.